# Драунінг-Крік (Оклахома)
Драунінг-Крік (англ. Drowning Creek) — переписна місцевість (CDP) в США, в окрузі Делавер штату Оклахома. Населення — 174 особи (2020).

## Географія
Драунінг-Крік розташований за координатами 36°28′40″ пн. ш. 94°53′39″ зх. д. / 36.47778° пн. ш. 94.89417° зх. д. (36.477800, -94.894247).  За даними Бюро перепису населення США в 2010 році переписна місцевість мала площу 2,30 км², уся площа — суходіл.

## Демографія
Згідно з переписом 2010 року, у переписній місцевості мешкало 155 осіб у 84 домогосподарствах у складі 42 родин. Густота населення становила 67 осіб/км².  Було 399 помешкань (173/км²).
Расовий склад населення:
| - 78,1 % — білих - 10,3 % — корінних американців |

До двох чи більше рас належало 11,6 %. Частка іспаномовних становила 1,3 % від усіх жителів.
За віковим діапазоном населення розподілялося таким чином: 12,3 % — особи молодші 18 років, 61,2 % — особи у віці 18—64 років, 26,5 % — особи у віці 65 років та старші. Медіана віку мешканця становила 54,5 року. На 100 осіб жіночої статі у переписній місцевості припадало 124,6 чоловіків;  на 100 жінок у віці від 18 років та старших — 112,5 чоловіків також старших 18 років.
За межею бідності перебувало 64,3 % осіб, у тому числі 100,0 % дітей у віці до 18 років та 10,3 % осіб у віці 65 років та старших.
Цивільне працевлаштоване населення становило 37 осіб. Основні галузі зайнятості: транспорт — 29,7 %, мистецтво, розваги та відпочинок — 24,3 %, освіта, охорона здоров'я та соціальна допомога — 18,9 %.